# الوغد (فلم 1935)
الوغد (بالإنجليزية: The Scoundrel) هو فيلم دراما تم إنتاجه في الولايات المتحدة وصدر في سنة 1935.

## بطولة
- نويل كوارد

### ترشيحات وجوائز
| السنة | الحدث          | الفئة    | النتيجة  |
| ----- | -------------- | -------- | -------- |
|       | جائزة الأوسكار | أفضل قصة | فـــــوز |

## روابط خارجية
- مقالات تستعمل روابط فنية بلا صلة مع ويكي بيانات